# Teresa Cristina di Borbone-Due Sicilie
Teresa Cristina delle Due Sicilie (Napoli, 14 marzo 1822 – Porto, 28 dicembre 1889), soprannominata "Madre dei Brasiliani", fu l'ultima imperatrice consorte del Brasile, come moglie di Pietro II del Brasile, che regnò dal 1831 al 1889.
Il suo nome completo era Teresa Cristina Maria Giuseppa Gaspare Baldassarre Melchiorre Gennara Francesca da Paola Donata Bonosa Andrea d'Avellino Rita Luitgarda Geltruda Venanzia Taddea Spiridione Rocca Matilde. Nata principessa del Regno delle Due Sicilie, era figlia di Francesco I delle Due Sicilie e dell'Infanta Maria Isabella di Spagna. Era un membro del ramo cadetto italiano del Casato dei Borbone nominato come Borbone-Due Sicilie o Borbone-Napoli e ci si rivolgeva usando il titolo onorifico di "Donna" dalla nascita (e dopo il suo equivalente brasiliano "Dona").

## Biografia

### Infanzia
Teresa Cristina era figlia dell'allora Duca di Calabria, che più tardi salì al trono del Regno delle Due Sicilie, come re Francesco I. Come il padre, era un membro della Casa di Borbone delle Due Sicilie, un ramo italiano dei Borbone. Era una discendente del "Re Sole" Luigi XIV di Francia in linea maschile attraverso Filippo V di Spagna. La madre di Teresa Cristina era l'Infanta Maria Isabella, figlia di Don Carlos IV, Re di Spagna e sorella minore di Carlota Joaquina, che sposò il Re Dom Giovanni VI del Portogallo ed era per questo nonna paterna del futuro marito di Teresa Cristina.
Nata il 14 marzo 1822 a Napoli, Teresa Cristina rimase orfana di padre nel 1830. Sua madre apparentemente la trascurò dopo aver sposato un giovane ufficiale nel 1839. Crebbe in un contesto di superstizione religiosa e di conservatorismo. A differenza di suo padre o di sua madre, Teresa Cristina aveva un carattere dolce e timido. Non era aggressiva e imparò a essere soddisfatta di qualsiasi circostanza in cui si fosse trovata.
Aveva gli occhi marrone, capelli neri, era di bassa statura e in leggero sovrappeso, camminava con una pronunciata zoppìa ed era considerata di media bellezza. Secondo lo storico Pedro Calmon, non era una vera zoppa. Lo strano modo di camminare di Teresa Cristina era dovuto alle sue gambe arcuate che le facevano propendere alternativamente la gamba destra alla sinistra mentre camminava. Possedeva una bella voce, che la portò a praticare spesso il canto.

### Matrimonio

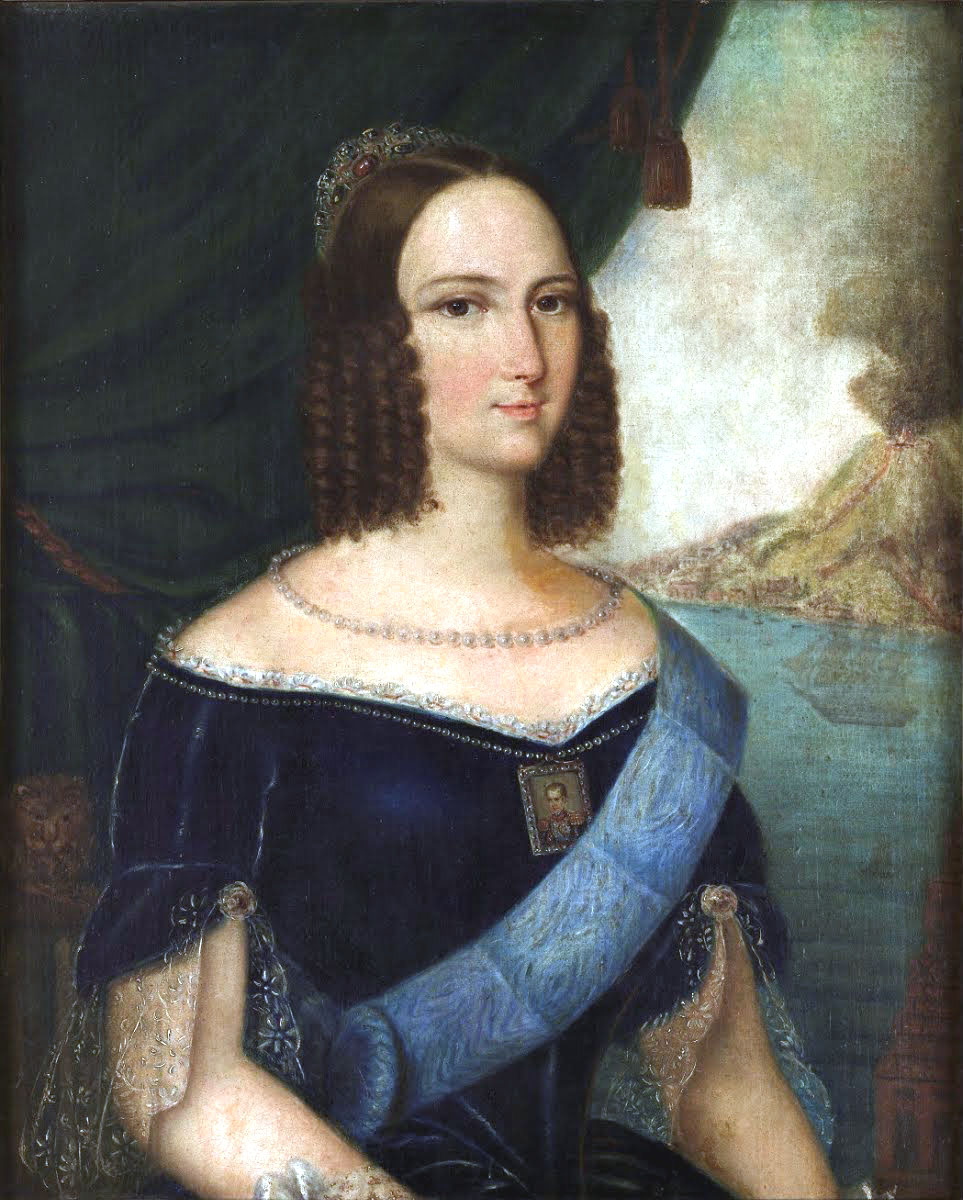
Il falso ritratto di Teresa Cristina che allettò Pietro II ad accettare la proposta di matrimonio.

Vincenzo Ramirez, ministro del Regno delle Due Sicilie, si incontrò a Vienna con un inviato brasiliano che era all'infruttuosa ricerca di una sposa per il suo imperatore, il giovane Pietro II. Tuttavia le case reali europee, a cui egli si era rivolto, temevano che Pietro II potesse sviluppare una personalità imprevedibile come suo padre, l'imperatore Dom Pedro I, noto per la sua infedeltà. Ramirez sembrava indifferente e offrì la mano di Teresa Cristina. Il legame amoroso era secondario in un'epoca in cui il ruolo di una consorte reale era di partorire eredi per il marito e per la nazione. Essendo una principessa, i possibili corteggiatori erano molto limitati. La prospettiva di sposare un imperatore era un'opportunità da non lasciarsi sfuggire.
Il governo delle Due Sicilie inviò a Pietro II, un dipinto raffigurante una donna giovane e bella, che lo spinse ad accettare la proposta. L'imperatore fu incantato dal ritratto, dicendo che il soggetto sembrava essere una "principessa delle fate". Secondo lo storico James McMurtry Longo, la donna ritratta nel dipinto non era Teresa Cristina, ma qualcun'altra, e «quando Pietro II scoprì l'inganno, era troppo tardi». A causa dei complicati matrimoni fra reali, Teresa Maria era legata a Pietro II da così tanti vincoli di consanguineità, da richiedere la dispensa da Papa Gregorio XVI prima che gli accordi matrimoniali potessero essere conclusi. Il permesso fu accordato, e il matrimonio per procura si svolse il 30 maggio 1843 a Napoli: Pietro II era rappresentato dal fratello della sua fidanzata, il principe Leopoldo, Conte di Siracusa.
Una piccola flotta brasiliana composta da una fregata e due corvette partì per le Due Sicilie il 3 marzo 1843 per scortare la nuova imperatrice del Brasile. Lo squadrone brasiliano, accompagnato da una divisione navale napoletana costituito da una nave di linea e tre fregate, tornò a Rio de Janeiro con Teresa Cristina il 3 settembre 1843. Pietro II immediatamente si precipitò a bordo della nave e salutò la sua sposa. Dopo aver visto questo gesto impetuoso, la folla esultò e i cannoni spararono in modo assordante in segno di saluto. Teresa Cristina si innamorò del suo futuro marito a prima vista. Era alto, ben proporzionato, biondo, occhi azzurri, e considerato bello a dispetto di una mascella pronunciata ereditata dai suoi antenati Asburgo.

### Imperatrice consorte del Brasile

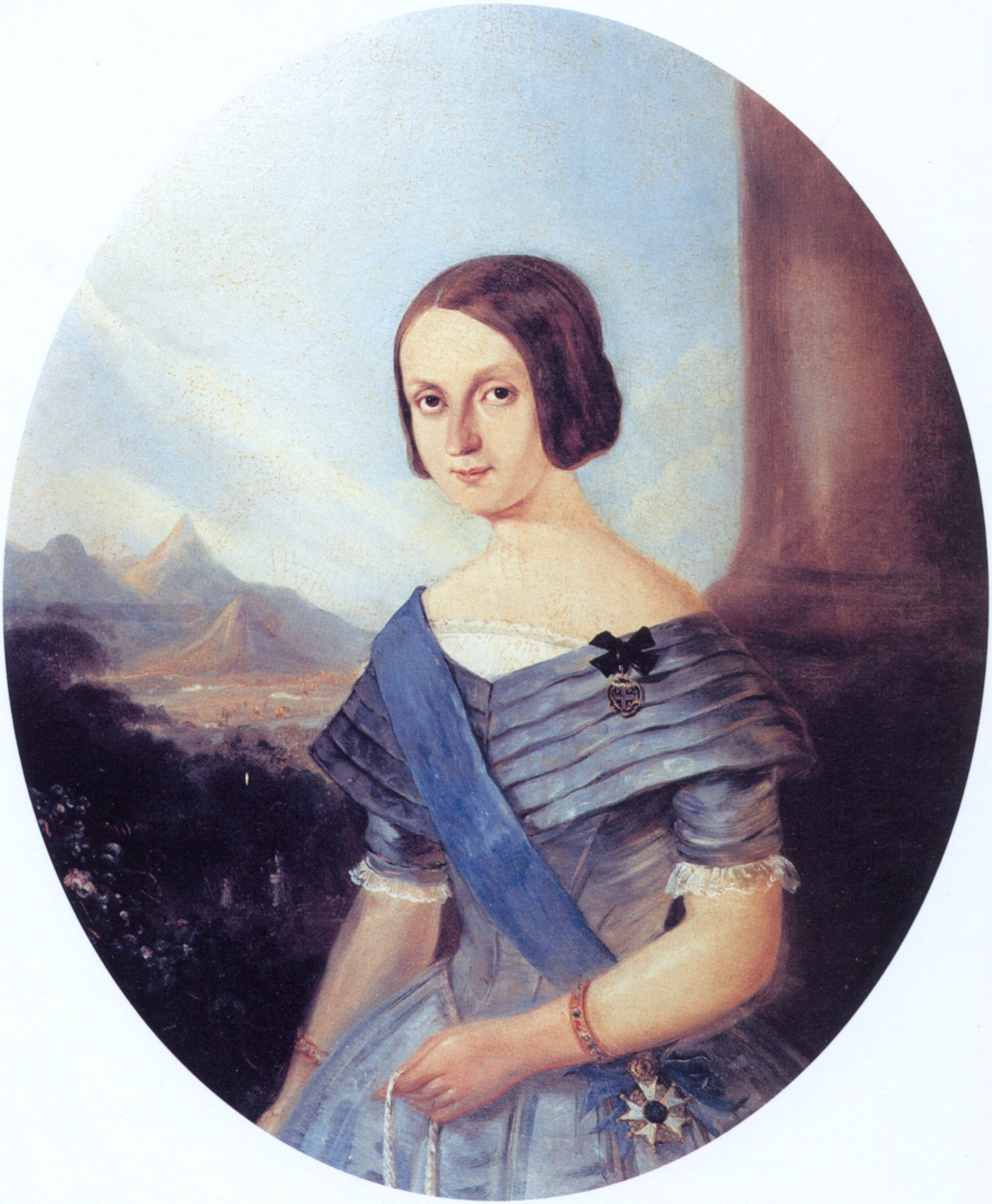
Teresa Cristina nel 1846

Teresa Cristina era cresciuta nella considerazione generale fino a diventare una parte essenziale della vita familiare e della routine di Pietro II e tuttavia non ricoprì mai i ruoli di romantica amante o partner intellettuale. Anche se temeva di essere soppiantata, la sua devozione per l'Imperatore rimase ferma. Continuò ad apparire con l'Imperatore in pubblico ed egli ebbe per lei rispetto e stima. Non fu mai respinta o disprezzata, ma il rapporto, col tempo, andò mutando: Pietro II la trattava più come una cara amica e compagna che come una moglie.
L'Imperatrice accettò il ruolo assegnatole. In una lettera scritta il 2 maggio 1845 dichiarò: «Attendo il momento in cui ci incontreremo, buon Pedro, per chiedere perdono per tutto quello che ti ho fatto in questi giorni.». In un'altra lettera del 24 gennaio 1851, ammise il suo temperamento difficile: «Non sono irritata con te Pietro II e tu mi perdoni, perché questo è il mio carattere».

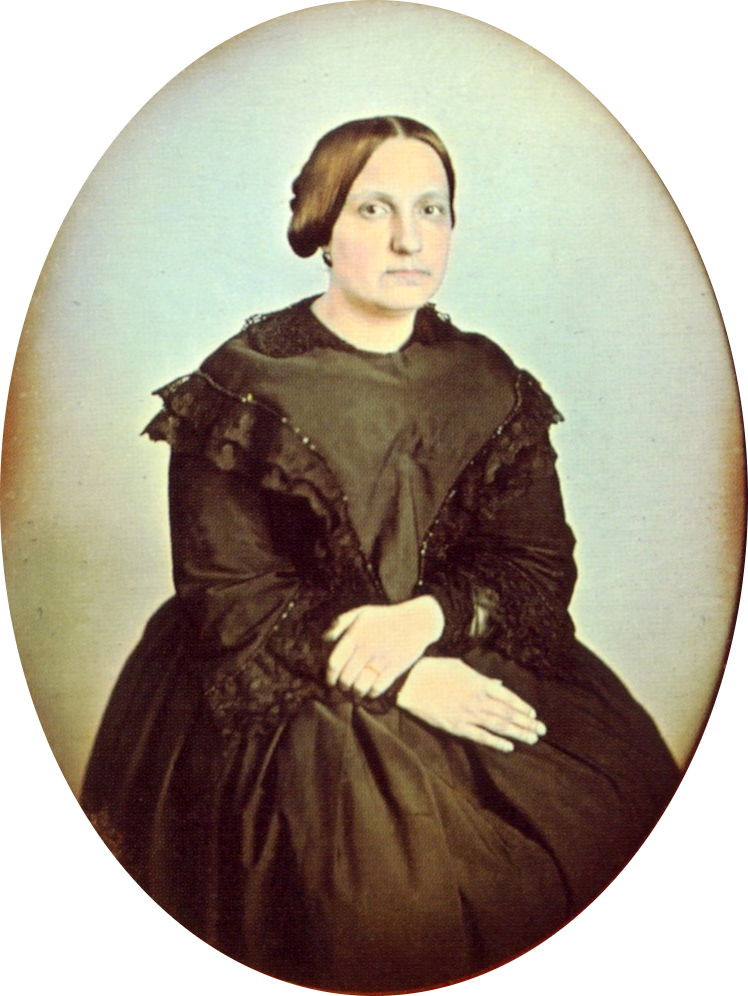
Teresa Cristina intorno ai 29 anni, ca.1851

Le sue amicizie si limitarono alle dame di compagnia, specie Dona Josefina da Fonseca Costa. Si vestiva modestamente, indossava i gioielli solo per le occasioni di stato e diede a volte l'impressione di essere di temperamento malinconico. Non aveva alcun interesse per la politica e occupava il suo tempo a scrivere, a leggere, a fare ricamo, a partecipare agli obblighi religiosi e a progetti di beneficenza.
A Teresa Cristina non mancavano gli interessi intellettuali e aveva sviluppato la passione per la musica, le arti e l'archeologia. L'imperatrice iniziò ad assemblare una collezione di reperti archeologici fin dai suoi primi giorni in Brasile e ne scambiò centinaia con suo fratello, il re Don Ferdinando II. Sovvenzionò inoltre studi archeologici in Italia e si diede anche al reclutamento di medici italiani, ingegneri, professori, farmacisti, infermieri, artisti, artigiani e lavoratori qualificati, con l'obiettivo di migliorare la l'istruzione e la salute pubblica in Brasile.

### Rivalità con la Contessa di Barral
Il rapporto tra Teresa Cristina e Pietro II non fu mai, si crede, passionale; tuttavia era un legame basato sugli impegni famigliari e sul rispetto reciproco. L'Imperatrice immancabilmente sosteneva le posizioni del consorte e rimase in silenzio a proposito dei suoi rapporti con le altre donne, presunti o meno. Non nacquero più figli dopo il luglio 1848, anche dopo la morte dei suoi due bambini nella prima infanzia. Una ragione probabile di ciò è che l'Imperatore era più attratto da altre donne che possedevano la bellezza, l'arguzia e l'intelligenza che l'Imperatrice non aveva.

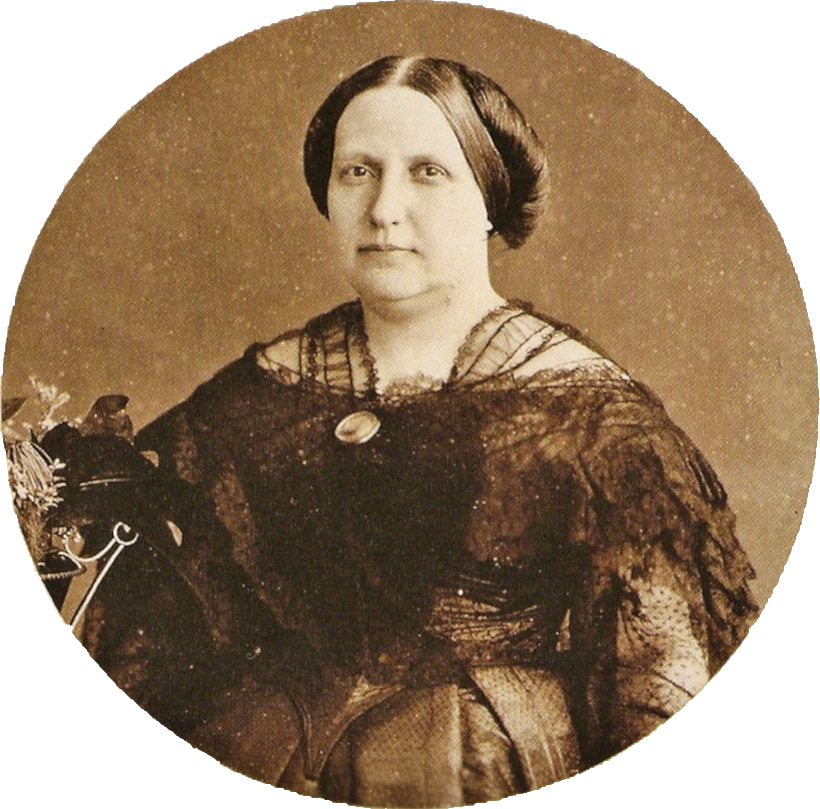
Teresa Cristina nel 1865

Il 9 novembre 1856 Pietro II nominò come governante per le loro figlie Luisa De Barros, contessa di Barral, di origine brasiliana e moglie di un nobile francese. La Barral possedeva tutte le caratteristiche che Pietro II ammirava di più in una donna: era affascinante, vivace, elegante, raffinata, colta e sicura di sé. Ben presto la donna catturò il cuore di Pietro II e della figlia maggiore, Isabella. Leopoldina invece non fu conquistata e non amò mai la contessa.
Tuttavia, l'infatuazione dell'Imperatore per la contessa mise Teresa Cristina in una posizione scomoda, come ad esempio quando la figlia più giovane Leopoldina ingenuamente chiese perché il padre spingesse il piede della Barral durante la loro lezione. La crescente intimità della contessa con il marito e la figlia maggiore era dolorosa e fastidiosa per Teresa Cristina e, anche se lei fece finta di niente, la situazione non passò inosservata.

### Fine dell'Impero ed esilio

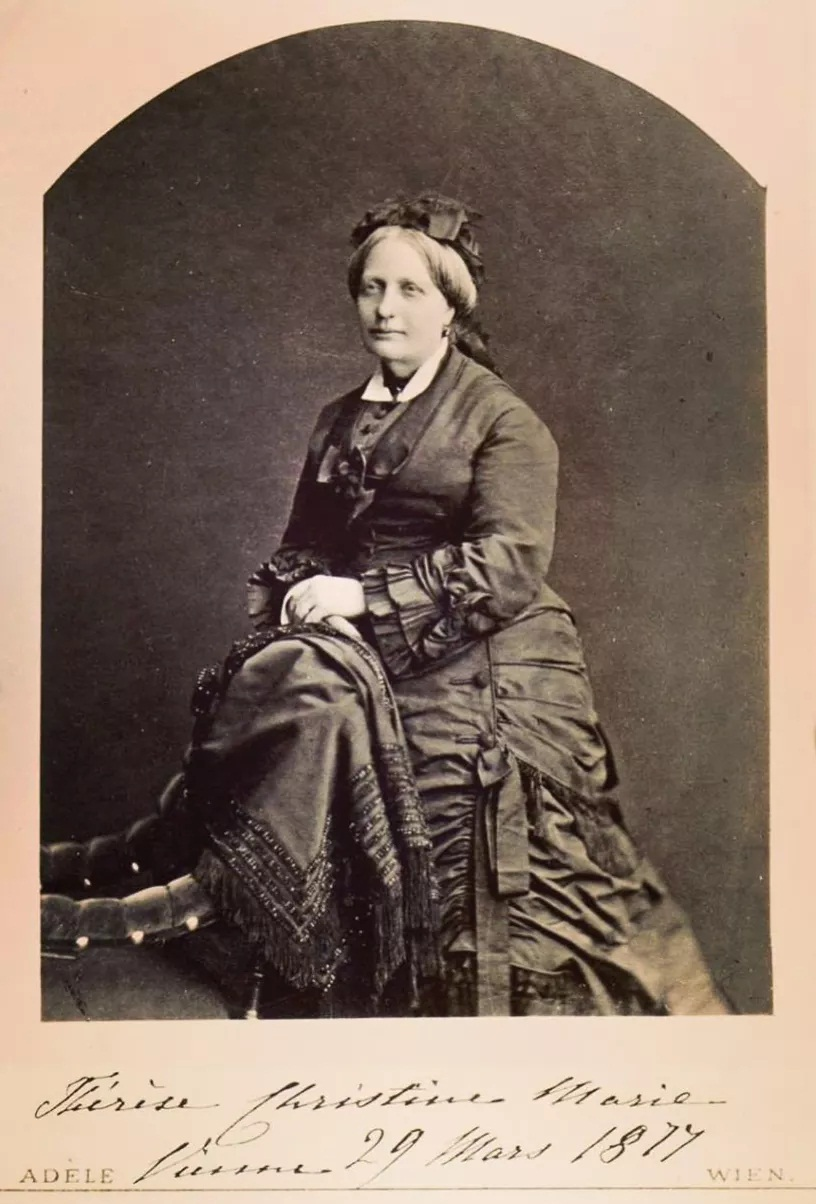
Teresa Cristina all'età di 55 anni, 22 marzo 1877.

La morte della figlia Leopoldina di febbre tifoide il 7 febbraio 1871 devastò la piccola famiglia imperiale. Pietro II decise di compiere un viaggio in Europa nello stesso anno tra le altre ragioni per "rallegrare" la moglie (come indicato con le sue parole) e ricambiare una visita ai quattro figli di Leopoldina che vivevano a Coburgo dal 1860. Teresa Cristina preferiva la sua vita ordinaria in Brasile, dedicandosi alla famiglia, alle devozioni religiose e alle opere di carità. Visitare la terra natia poi suscitava in lei ricordi dolorosi: la sua famiglia era stata detronizzata nel 1861 e il Regno delle Due Sicilie era stato annesso a quello che sarebbe poi diventato il Regno d'Italia.
La tranquilla routine domestica finì quando una fazione dell'esercito si ribellò e fece cadere Pietro II il 15 novembre 1889 proclamando la Repubblica e ordinando a tutta la famiglia imperiale di lasciare il Brasile. Secondo lo storico Roderick J. Barman, gli «eventi del 15 novembre 1889, ruppero il suo equilibrio emotivamente e fisicamente.».
Dopo essere stata malata durante quasi tutto il viaggio attraverso l'Atlantico, Teresa Cristina e la sua famiglia giunsero a Lisbona il 7 dicembre.

### Morte

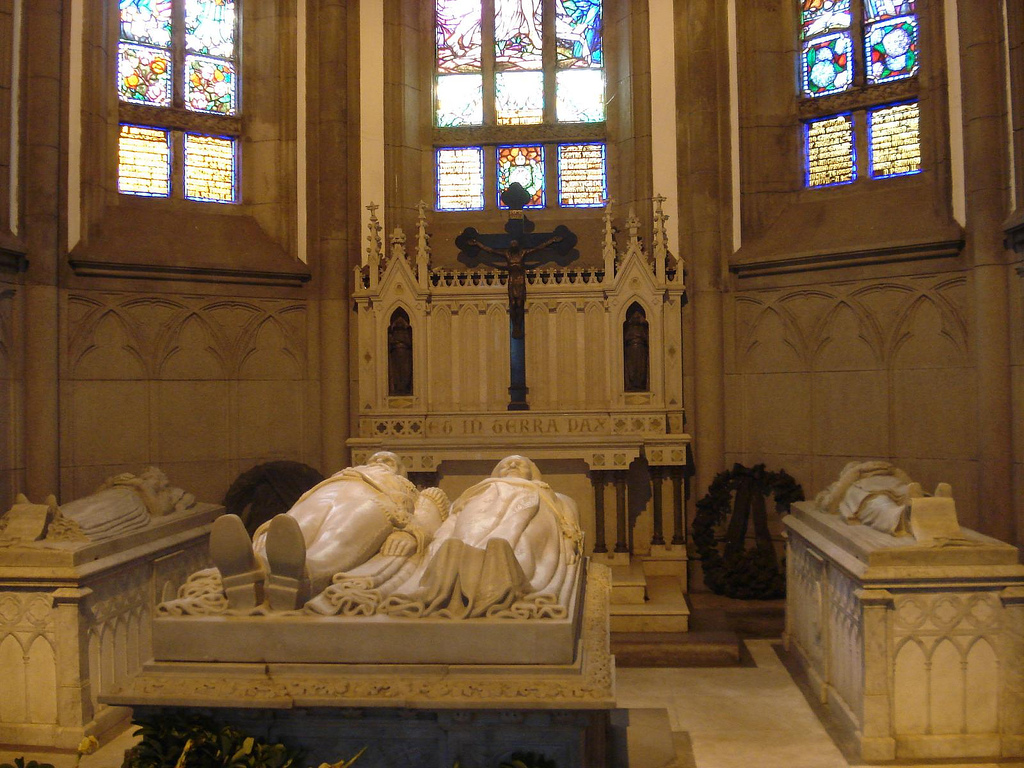
Tomba di Teresa Cristina e Pietro II nel Duomo di Petrópolis.

Da Lisbona la coppia imperiale proseguì per Porto. Isabella e la sua famiglia partirono per la Spagna. Il 24 dicembre, la famiglia imperiale ricevette la notizia ufficiale che era stata bandita per sempre dal Paese. Pietro II scrisse nel suo diario il 28 dicembre 1889: «… Sentendo l'Imperatrice che si lamentava, sono andato a vedere che cosa avesse. Era fredda, con un dolore nei fianchi, ma non aveva la febbre». Alla fine della giornata il respiro di Teresa Cristina divenne sempre più affannoso, e il collasso del suo sistema respiratorio portò ad un arresto cardiaco e alla morte alle due del pomeriggio.
Morendo, Teresa Cristina disse a Maria Isabel Pinto de Andrade, baronessa di Japurá: «Maria Isabel, non muoio di malattia, io muoio di dolore e di rammarico!». Le sue ultime parole furono: «Mi manca mia figlia [Isabella] e i miei nipoti, non posso abbracciare per l'ultima volta il Brasile, terra bellissima... Perché non posso tornare.». Il giorno delle esequie, le strade di Porto erano affollate di persone che si riunirono per presenziare al suo corteo funebre. Su richiesta del marito, il corpo di Teresa Cristina venne sepolto nella Chiesa di São Vicente de Fora vicino a Lisbona, per poi venire trasferito nel Pantheon Braganza. I suoi resti, insieme con quelli di Pietro II, furono in seguito rimpatriati in Brasile nel 1921 con molto clamore. Fu dato loro un luogo di sepoltura nella cattedrale di Petrópolis nel 1939.
La notizia della sua morte produsse lutto sincero in Brasile.

## Eredità
A Teresa Cristina non è stato dato un posto di rilievo nella storia del Brasile.
Secondo lo storico Eli Behar, Teresa Cristina divenne notevole «per la sua discrezione, che l'ha tenuta lontana dall'essere associata ad alcun movimento politico, e per la sua tenerezza e la carità, che le è valso il nome di Madre dei Brasiliani». Un parere simile è espresso dallo storico Benedito Antunes, che ha elogiato l'Imperatrice per il suo mecenatismo in campo culturale e scientifico: aveva «promosso la cultura in vari modi, portando dall'Italia artisti, intellettuali, scienziati, botanici, musicisti, contribuendo così al progresso e all'arricchimento della vita culturale della Nazione». Questo punto di vista è condiviso dalla storica Eugenia Zerbini, la quale ha sostenuto che, grazie a lei, il Brasile ha oggi la più grande collezione archeologica classica dell'America Latina.
Poco prima della sua morte, Pietro II donò la maggior parte dei suoi beni al governo brasiliano, che furono poi divisi tra gli Archivi Nazionali brasiliani, il Museo Imperiale, la Biblioteca Nazionale e l'Istituto Geografico. Pietro II impose una sola condizione: che il dono fosse in onore della sua defunta moglie, e così la raccolta è attualmente conosciuta come la "Fondo Teresa Cristina Maria". La collezione è registrata dall'UNESCO come parte del patrimonio dell'umanità. Infine, Teresa Cristina è ricordata nei nomi di diverse città brasiliane, tra cui Teresópolis (a Rio de Janeiro), Teresina (capitale del Piauí), Cristina (a Minas Gerais) e Imperatriz (nel Maranhão).

## Nella cultura di massa
- Teresa Cristina è tra i personaggi del film brasiliano O Xangô de Baker Street, dove è interpretata dall'attrice Martha Overbeck.
- La telenovela brasiliana Nos Tempos do Imperador è incentrata su Teresa Cristina e Pietro II. A dar volto all'imperatrice è Leticia Sabatella.

## Discendenza
| Nome                                                                                                | Ritratto | Vita                              | Note |
| --------------------------------------------------------------------------------------------------- | --- | --------------------------------- | --- |
| da Pietro II del Brasile (2 dicembre 1825 – 5 dicembre 1891; sposato per procura il 30 maggio 1843) | |                                   | |
| Alfonso, principe imperiale del Brasile                                                             | Oil portrait of the Prince Imperial as a blond-haired child in a white frock with lace at the neck and official blue sash                                                                              | 23 febbraio 1845 – 11 giugno 1847 | Principe imperiale del Brasile dalla nascita alla sua morte. |
| Isabella, principessa imperiale del Brasile                                                         | Three-quarters profile photographic portrait of a young lady with light-colored hair elaborately curled and wearing a high-necked, dark Victorian era velvet dress with dark buttons                   | 29 luglio 1846 – 14 novembre 1921 | Principessa imperiale del Brasile e contessa di Eu in seguito al suo matrimonio Gastone d'Orléans. Ebbe 3 figli maschi da questo matrimonio. Funse anche da reggente dell'Impero mentre il padre era all'estero. |
| Principessa Leopoldina del Brasile                                                                  | Photographic portrait of a young lady with light-colored hair swept back and wearing a high-necked, Victorian era striped dress, dark earrings and a dark locket suspended around her neck on a ribbon | 13 luglio 1847 – 7 febbraio 1871  | Sposò il Principe Luigi Augusto di Sassonia-Coburgo-Kohary da cui ebbe quattro figli. |
| Pedro, principe imperiale del Brasile                                                               | A painting of a blond toddler in a white dress being supported by another child wearing a blue dress.                                                                                                  | 19 luglio 1848 – 9 gennaio 1850   | Principe imperiale del Brasile dalla nascita alla sua morte. |

## Ascendenza
|                                  |                     |                                     | Genitori                                      |  |  | Nonni |  |  | Bisnonni            |  |  | Trisnonni           |  |
|                                  |                     |                                     |                                               |  |  |       |  |  | Carlo III di Spagna |  |  | Filippo V di Spagna |  |
|                                  |                     |                                     |                                               |  |  |       |  |  | Carlo III di Spagna |  |  | Filippo V di Spagna |  |
|                                  |                     | Elisabetta Farnese                  |                                               |  |  |       |  |  | Carlo III di Spagna |  |  |                     |  |
| Ferdinando I delle Due Sicilie   |                     |                                     |                                               |  |  |       |  |  | Carlo III di Spagna |  |  |                     |  |
|                                  |                     | Maria Amalia di Sassonia            | Augusto III di Polonia                        |  |  |       |  |  |                     |  |  |                     |  |
|                                  |                     | Maria Amalia di Sassonia            | Augusto III di Polonia                        |  |  |       |  |  |                     |  |  |                     |  |
|                                  |                     | Maria Amalia di Sassonia            | Maria Giuseppa d'Austria                      |  |  |       |  |  |                     |  |  |                     |  |
| Francesco I delle Due Sicilie    |                     | Maria Amalia di Sassonia            |                                               |  |  |       |  |  |                     |  |  |                     |  |
|                                  |                     | Francesco Stefano di Lorena         | Leopoldo di Lorena                            |  |  |       |  |  |                     |  |  |                     |  |
|                                  |                     | Francesco Stefano di Lorena         | Leopoldo di Lorena                            |  |  |       |  |  |                     |  |  |                     |  |
|                                  |                     | Francesco Stefano di Lorena         | Elisabetta Carlotta di Borbone-Orléans        |  |  |       |  |  |                     |  |  |                     |  |
| Maria Carolina d'Asburgo-Lorena  |                     | Francesco Stefano di Lorena         |                                               |  |  |       |  |  |                     |  |  |                     |  |
|                                  |                     | Maria Teresa d'Austria              | Carlo VI d'Asburgo                            |  |  |       |  |  |                     |  |  |                     |  |
|                                  |                     | Maria Teresa d'Austria              | Carlo VI d'Asburgo                            |  |  |       |  |  |                     |  |  |                     |  |
|                                  |                     | Maria Teresa d'Austria              | Elisabetta Cristina di Brunswick-Wolfenbüttel |  |  |       |  |  |                     |  |  |                     |  |
| Teresa Cristina                  |                     | Maria Teresa d'Austria              |                                               |  |  |       |  |  |                     |  |  |                     |  |
|                                  | Carlo III di Spagna | Filippo V di Spagna                 |                                               |  |  |       |  |  |                     |  |  |                     |  |
|                                  | Carlo III di Spagna | Filippo V di Spagna                 |                                               |  |  |       |  |  |                     |  |  |                     |  |
|                                  | Carlo III di Spagna | Elisabetta Farnese                  |                                               |  |  |       |  |  |                     |  |  |                     |  |
| Carlo IV di Spagna               | Carlo III di Spagna |                                     |                                               |  |  |       |  |  |                     |  |  |                     |  |
|                                  |                     | Maria Amalia di Sassonia            | Augusto III di Polonia                        |  |  |       |  |  |                     |  |  |                     |  |
|                                  |                     | Maria Amalia di Sassonia            | Augusto III di Polonia                        |  |  |       |  |  |                     |  |  |                     |  |
|                                  |                     | Maria Amalia di Sassonia            | Maria Giuseppa d'Austria                      |  |  |       |  |  |                     |  |  |                     |  |
| Maria Isabella di Borbone-Spagna |                     | Maria Amalia di Sassonia            |                                               |  |  |       |  |  |                     |  |  |                     |  |
|                                  |                     | Filippo I di Parma                  | Filippo V di Spagna                           |  |  |       |  |  |                     |  |  |                     |  |
|                                  |                     | Filippo I di Parma                  | Filippo V di Spagna                           |  |  |       |  |  |                     |  |  |                     |  |
|                                  |                     | Filippo I di Parma                  | Elisabetta Farnese                            |  |  |       |  |  |                     |  |  |                     |  |
| Maria Luisa di Borbone-Parma     |                     | Filippo I di Parma                  |                                               |  |  |       |  |  |                     |  |  |                     |  |
|                                  |                     | Luisa Elisabetta di Borbone-Francia | Luigi XV di Francia                           |  |  |       |  |  |                     |  |  |                     |  |
|                                  |                     | Luisa Elisabetta di Borbone-Francia | Luigi XV di Francia                           |  |  |       |  |  |                     |  |  |                     |  |
|                                  |                     | Luisa Elisabetta di Borbone-Francia | Maria Leszczyńska                             |  |  |       |  |  |                     |  |  |                     |  |
|                                  |                     | Luisa Elisabetta di Borbone-Francia |                                               |  |  |       |  |  |                     |  |  |                     |  |

## Titoli e trattamento
- 14 marzo 1822 – 30 maggio 1843: Sua altezza reale, la serenissima principessa donna Teresa Cristina delle Due Sicilie
- 30 maggio 1843 – 15 novembre 1889: Sua maestà imperiale e reale, l'Imperatrice del Brasile, principessa delle due Sicilie

Il titolo e la denominazione completa dell'Imperatrice erano "Sua Maestà Imperiale donna Teresa Cristina, imperatrice del Brasile".